# Jean Paulet
Pour les articles homonymes, voir Paulet.
 (février 2024).
Si vous disposez d'ouvrages ou d'articles de référence ou si vous connaissez des sites web de qualité traitant du thème abordé ici, merci de compléter l'article en donnant les références utiles à sa vérifiabilité et en les liant à la section « Notes et références ».
Jean Paulet (5 mars 1931 à Montpellier - 17 mai 2012 à Montpellier) est un potier qui fut l'un des premiers céramiste contemporain à retravailler la technique antique de la terre polie.

## Biographie
Après des études à Montpellier à l'école professionnelle de céramique de Fontcarrade où il côtoya notamment le célèbre sculpteur César Baldaccini qui voulait apprendre à sculpter toutes les matières, il travailla en tant que potier à Castelnaudary puis à Aubagnes en 1948-1949 et à Uzès en 1951. Après son service militaire, il installa son premier atelier à Montpellier à Aiguelongue en 1954 où il expérimenta les cuissons au bois dans des fours de petite taille.
Il exposa à cette époque à la maison de l'Hérault à Paris et dans la galerie Veyrenc à Montpellier.
Après l'incendie de son atelier, il s'installa dans l'ancienne boulangerie du village médiéval de Saint-Guilhem-le-Désert. Ce village se trouve à proximité de Saint-Jean-de-Fos qui fut célèbre au XIXe siècle pour ses poteries. Dans les anciennes carrières, il extrait l'argile rouge exploitée depuis la préhistoire qu'il prépare lui-même et innove en construisant son four dans le four banal en 1955. 
En juin 1955, il est admis à la Casa Velasquez de Madrid pour une étude sur les poteries de la province de Salamanque. Mais, au même instant, il est rappelé pour servir en tant que réserviste dans la guerre d'Algérie.
De retour à Saint-Guilhem en 1956, il expose à Montpellier puis à Alès dans le Gard avec le peintre Auguste Blanc. En 1957, le film sur le potier présent au musée de l'Homme est tourné dans son atelier de Saint-Guilhem. À la suite de sa rencontre avec Jean Mayodon, ancien directeur de la Manufacture nationale de Sèvres il fait un séjour dans la manufacture de Sèvres en 1962 où il découvre le travail de la porcelaine.
Un jeune artiste, comédien et céramiste, sorti des Beaux-Arts de Nîmes lui rend visite. Il s'agit de Loul Combres. Il apprendra avec Paulet les principes de la poterie traditionnelle non-industrielle et à construire et maitriser le four à bois d'une taille convenant à la production d'un seul potier. Ensemble, il travaillèrent, seuls, la terre polie cuite à basse température alors méprisée par tous les adeptes du grès. C'est à cette époque que Pierre Bayle découvrit avec eux la céramique et le métier de la poterie traditionnelle. En 1963, Paulet retrouva Loul Combres à Mende où ils travaillèrent ensemble dans la coopérative des artisans lozériens, sans jamais abandonner son atelier de Saint-Guilhem où il cuisait ses pièces. 
A côté de son activité d'artisan-artiste, Jean Paulet a longtemps enseigné, notamment comme professeur de travail manuel au collège de Pézenas où il a initié des générations d'élèves au travail de l'argile et de nombreuses autres techniques avec respect et passion. 
Paulet participa à un certain nombre d'expositions marquantes avec les peintres Raphaël Segura et Pierre Fournel (galerie Mirage à Montpellier) et les écrivains et poètes Max Rouquette, Frédéric-Jacques Temple et Jean Joubert en créant des œuvres alliant poésie et poterie en 1986 dans Images et poésie.
Paulet fut appelé deux fois à Bad-Wimpfen en Allemagne dans le cadre d'une reconstitution consacrée aux arts médiévaux.

## Travail
Potier traditionnel préférant l'expression poétique à la céramique utilitaire qu'il n'a jamais travaillée, il refuse néanmoins ce qu'il appelle « l'industrie de luxe » de l'art à prix d'or. Zola opposait dans le Travail le potier traditionnel, à tendance anarchiste, au potier en blouse de l'industrie ; Paulet a choisi, lui, de rester sauvage, dans son atelier...
Il extrait et prépare lui-même sa terre dans des grandes jarres à huile et se sert d'un tour à pied en bois qu'il a lui-même construit pour tourner ses pièces. Il n'utilise que très peu d'engobes colorés mais préfère jouer sur les nuances orangées, brunes et noires des flammées obtenues par de longues cuissons dans un four à bois. 
Inspiré par la céramique grecque antique, il a choisi la terre polie. Ce choix l'a isolé à l'époque où le monde des céramistes avait choisi le grès et la haute température, mais lui a surtout permis de s'aventurer dans une voie alors inexplorée par les céramistes contemporains. Des céramistes comme Loul Combres et Pierre Bayle ont ainsi été profondément marqués par ce potier qui suivait les traces des potiers antiques.

## Sources et bibliographie
- Midi libre, « Jean-Paul Paulet, maître potier passionné par les secrets des vases de l'Antiquité », Montpellier, 5 mars 1999.